# Sint-Nicolaaskerk (Merlimont)
De Sint-Nicolaaskerk (Frans: Église Saint-Nicolas) is de parochiekerk van de gemeente Merlimont in het Franse departement Pas-de-Calais.
Het is een neogotisch bakstenen kruiskerkje dat in 1869 werd gebouwd. Het koor is driezijdig afgesloten en de voorgevel wordt gesierd door een eenvoudig torentje.